# Eruzione del Monte Unzen del 1792
L'eruzione del Monte Unzen del 1792 fu uno dei più gravi disastri naturali nella storia del Giappone, e il più grave in assoluto fra quelli legati ai vulcani. Le attività eruttive di tale vulcano (posto nella penisola di Shimabara, situato all'interno della prefettura di Nagasaki nell'isola di Kyūshū), il 21 maggio 1792, causarono infatti un terremoto di magnitudo 6,4, che provocò il crollo del fianco meridionale del duomo di lava di Mayuyama, generando un tremendo tsunami che uccise circa 15.000 persone.

## L'eruzione
Verso la fine del 1791 si verificò una serie di terremoti sul fianco occidentale del monte Unzen, che gradualmente si spostarono verso il Fugen-dake (una delle vette del monte Unzen). Nel febbraio 1792, il Fugen-dake iniziò ad eruttare, emettendo una colata lavica che continuò per due mesi. Nel frattempo, i terremoti continuavano, spostandosi sempre più vicino alla città di Shimabara. Nella notte del 21 maggio, due forti scosse furono seguite da un crollo del fianco orientale del duomo Mayuyama del Monte Unzen, generando una frana che travolse la città di Shimabara e la baia di Ariake, innescando un grande tsunami.

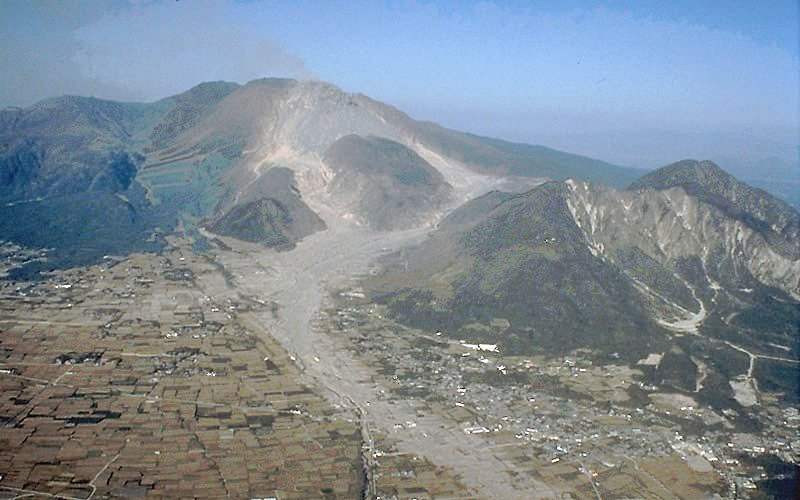
Al centro il Monte Unzen e a destra il Mayuyama.
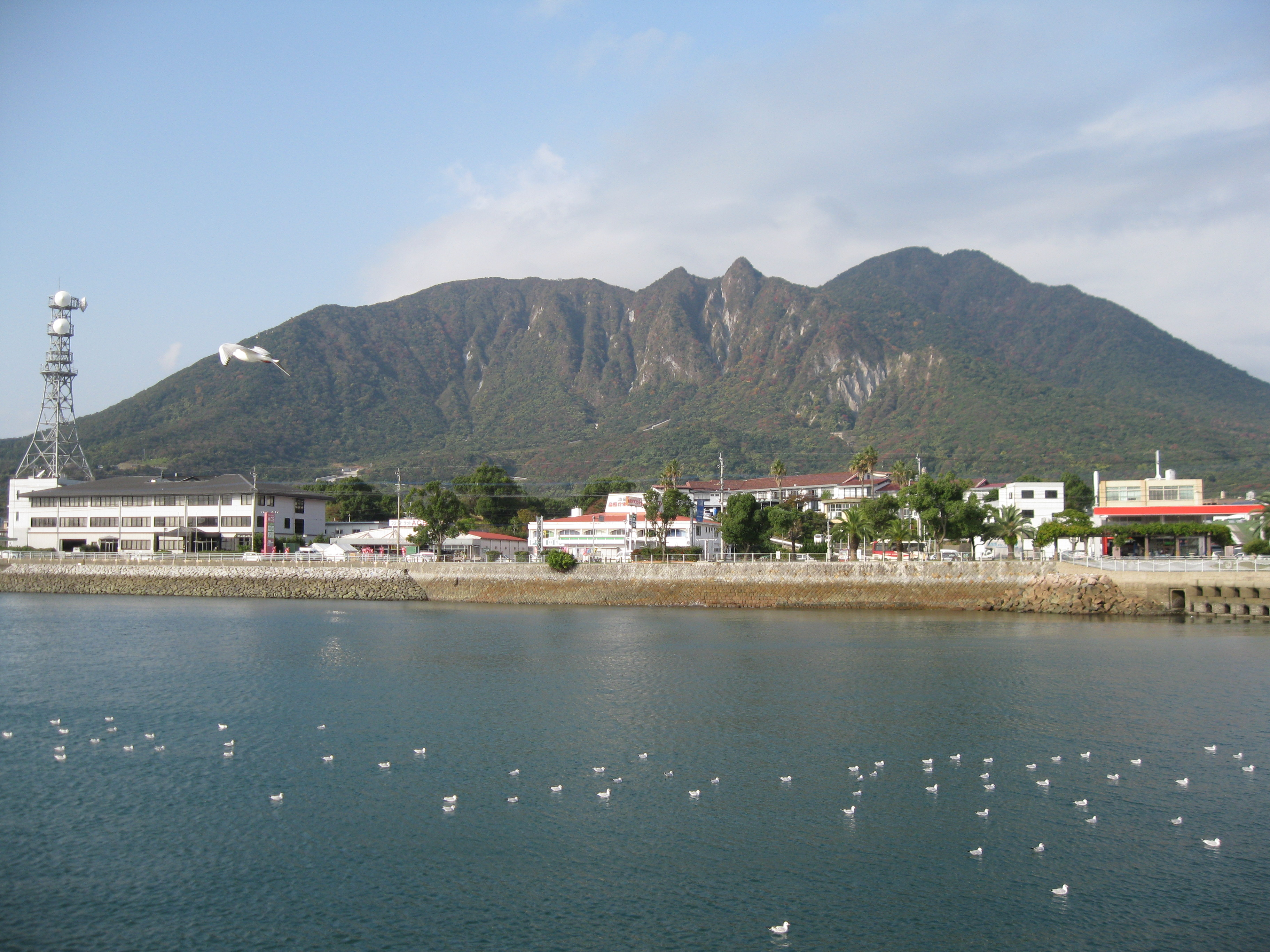
Il Mayuyama visto dal mare

## Maremoto
Non è noto se il crollo sia avvenuto come conseguenza diretta di un'eruzione della cupola o sia stato causato da terremoti. Lo tsunami colpì la provincia di Higo dall'altra parte della Baia di Ariake, prima di venire riflesso e investire di nuovo Shimabara. Su un totale stimato di circa 15.000 vittime, si pensa che circa 5.000 siano state uccise dalla frana, circa 5.000 dall'impatto dello tsunami nella provincia di Higo e altre 5.000 dallo tsunami a Shimabara. Le onde raggiunsero un'altezza di circa 100 metri, classificando questo tsunami come un piccolo megatsunami .

## Monumenti relativi al disastro
Nel luglio 1991, sono stati trovati i seguenti monumenti relativi alla catastrofe.
| Tipo di monumento                                          | Prefettura di Kumamoto | Prefettura di Nagasaki | Totale |
| ---------------------------------------------------------- | ---------------------- | ---------------------- | ------ |
| Monumento commemorativo                                    | 43                     | 41                     | 84     |
| Indicazione della massima distanza raggiunta dallo tsunami | 5                      | 0                      | 5      |
| Tombe                                                      | 16                     | 90                     | 106    |
| Monumento semplice                                         | 1                      | 0                      | 1      |
| Altri                                                      | 9                      | 3                      | 12     |
| Totale                                                     | 74                     | 134                    | 208    |